# Learjet 70
Learjet 70/75 (LJ70/75) — реактивный административный (бизнес-джет) самолёт производства компании Bombardier Aerospace, созданный на базе Learjet 40 и Learjet 45. Именуется также как Bombardier Learjet 70 (Bombardier Learjet 75).

## История самолета
Самолет Learjet 70 и его версия Learjet 75 разработаны компанией Bombardier. Самолет относится к классу бизнес-джет и разрабатывался в период ожидания оживления развития деловой авиации. Эти модели оснащены новой авионикой, законцовками крыла и мощными двигателями с малым расходом топлива.
Планер самолета аналогичен планеру моделей Learjet 40 и Learjet 45 с доработками по улучшению характеристик. Законцовки крыла взяты с проекта самолета Bombardier Global 7000.
Сертификат лётной годности самолет получил 14 ноября 2013 года.

## Лётно-технические характеристики

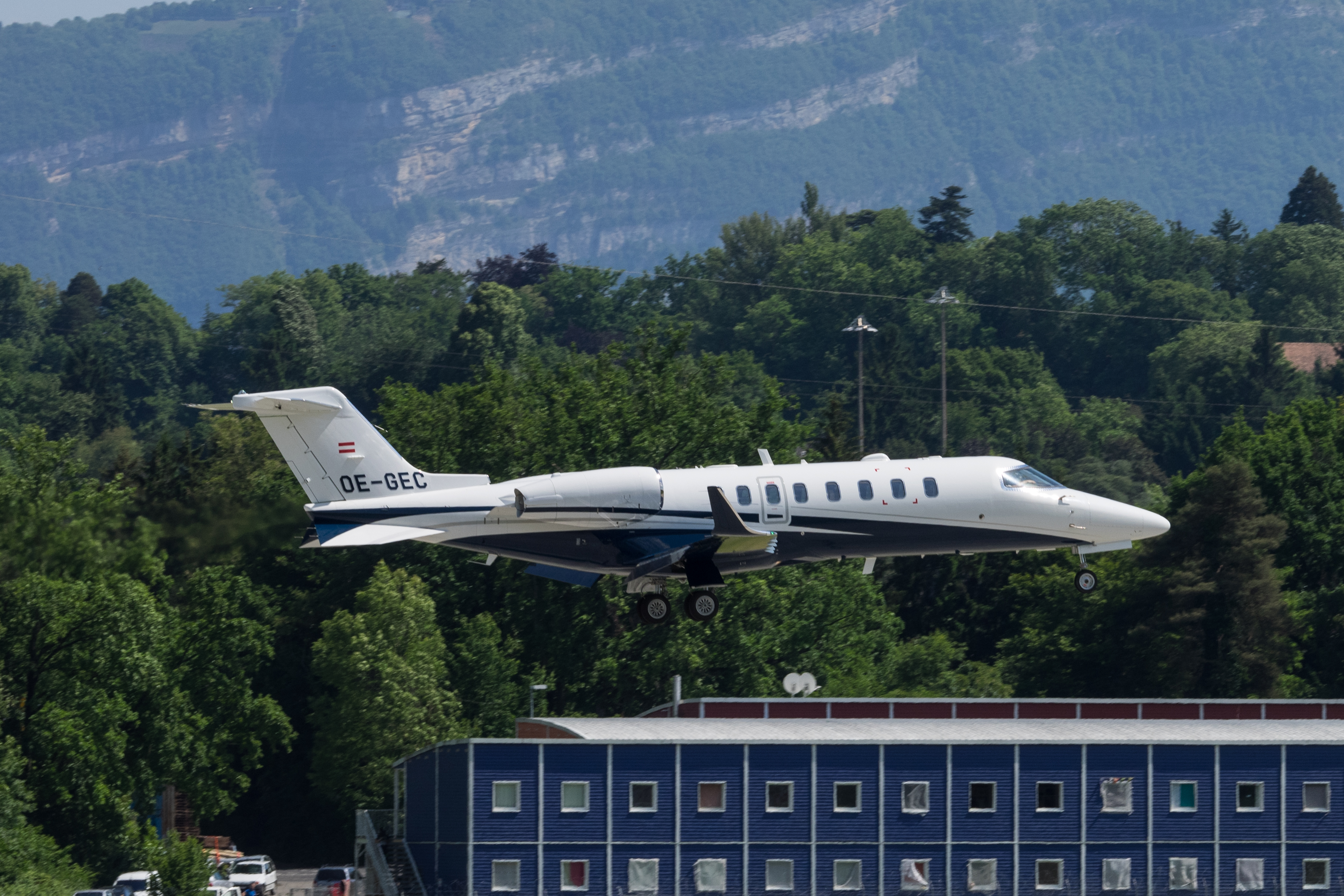
Bombardier LearJet 75 на посадке

Спецификация указана по самолёту LearJet 70, в скобках — LearJet 75.

Основные характеристики
- Экипаж: 2 человека (летчик и помощник)
- Пассажиры: 6 (8) + 1 пассажиров
- Длина: 16,93 м (17.56 м)
- Размах крыла: 13.96 м (13.96 м)
- Высота: 4.31 м (4.31 м)
- Площадь крыла: 28.95 м2 (311.6 sq ft)
- Масса пустого: 6221 кг (6300 кг)
- Максимальная взлётная масса: 9525 кг (9752 кг)
- Двигательная установка: 2× Honeywell TFE731-40BR ТВД, 17,1 kN (3,850 lbf) каждый

 Лётные характеристики 
- Максимальная скорость: 860 км/ч
- Практическая дальность: 3815 км (3788 км) (4 пассажира)
- Практический потолок: 15545 м (15545 м)

Авионика

Garmin G5000, Dual Flight Management System, Touch screen controllers, Synthetic Vison System, 4-in-1 Integrated Electronic Standby Instrument System, Graphical flight planning, Solid state weather radar, Surface Awareness System, Digital Audio System, Datalink capabilities